# Йоркширский потрошитель (сериал)
Йоркширский потрошитель (англ. The Ripper) — британский документальный сериал о реальных преступлениях, снятый Джесси Вайлом и Элленой Вуд и выпущенный на Netflix 16 декабря 2020 года. Мини-сериал из четырёх частей рассказывает о событиях и последующим расследовании убийств 13 женщин в Западном Йоркшире и Манчестере, Англия, в период с 1975 по 1980 год, совершённых серийным убийцей Питером Сатклиффом. Журналисты отмечали тогда сходство с убийствами, совершёнными Джеком-потрошителем, и прозвали неизвестного преступника Йоркширским Потрошителем. В этом сериале представлена хронология событий, рассказанная в интервью следователями, журналистами, выжившими и членами семей жертв.
| № | Название                        | Режиссёр    | Дата премьеры   |
| --- | ------------------------------- | ----------- | --------------- |
| 1 | «Once Upon a Time in Yorkshire» | Ellena Wood | 16 декабря 2020 |
| In the 1970s, the brutal murders of sex workers in economically depressed areas of the UK spark little public interest — until a teen is also killed.  |                                 |             |                 |
| 2 | «Between Now and Dawn»          | Jesse Vile  | 16 декабря 2020 |
| As the killer continues to prey upon women, police hope that tire tracks and a victim's 5-pound note may finally lead to a suspect.                    |                                 |             |                 |
| 3 | «Reclaim the Night»             | Ellena Wood | 16 декабря 2020 |
| Police release phone calls and handwriting samples from a suspect. Women protest law enforcement's continued inability to catch the Ripper.            |                                 |             |                 |
| 4 | «Out of the Shadows»            | Jesse Vile  | 16 декабря 2020 |
| More than five years after the first attack, the police finally make an arrest, setting off a media frenzy and accusations of a botched investigation. |                                 |             |                 |